# Combats de Bellver et d'Urgell
Première Coalition
Guerres de la Révolution française
 Guerre du Roussillon
Batailles
Les combats de Bellver et d'Urgell qui eurent lieu les 7 avril 1794 et 10 avril 1794, pendant la guerre du Roussillon, est une entreprise des troupes françaises du général Dagobert afin de débusquer les troupes espagnoles.

## Contexte
Le général général Dagobert avait réussi à chasser les Espagnols de la Cerdagne française. Ceux-ci, après plusieurs échecs, s'étaient retirés dans la position fortifiée de Bellver, d'où l'actif général Dagobert entreprit encore de les débusquer.

## Le combat de Bellver
Une colonne française, partie le 7 avril de Puigcerdà, arriva au pied de Bellver à la chute du jour.
Une seconde colonne devait marcher pendant la nuit pour s'emparer du pont de Bart. Mais le mauvais temps égara cette troupe, et l'empêcha d'arriver à sa destination.
Ce contretemps rendit encore plus glorieux le succès qu'obtint le général Dagobert. La position de Bellver était formidable et l'ennemi avait ajouté, aux difficultés du terrain, des retranchements hérissés d'artillerie.
 
L'attaque des républicains fut si vigoureuse, que les Espagnols ne purent tenir longtemps dans ce poste, et l'abandonnèrent. 
Le pont de Bart, situé à mi-distance de Bellver et d'Urgell, attaqué bientôt après par le général Charlet, eut le même sort. 
Les Espagnols, en quittant ce dernier poste, mirent le feu au magasin à poudre qui s'y trouvait. L'explosion eut lieu au moment où quatre canonniers français entraient pour le visiter. On parvint à tirer ces malheureux soldats des décombres sous lesquels ils étaient ensevelis. Aucun d'eux n'était mort, mais tous étaient grièvement blessés et horriblement défigurés.
Dagobert, voulant mettre à profit l'avantage qu'il venait d'obtenir, marcha immédiatement sur Urgell, et parut le 9 avril au soir sous les murs de cette ville. Depuis quelque temps l'intrépide général Dagobert, était atteint d'une fièvre violente qui n'avait pu lui rien faire perdre de son activité. Il ne s'en rapportait qu'à lui-même pour le succès de l'entreprise qu'il avait méditée, et il voulut y assister en personne.

## Le combat d'Urgell
Urgell, situé dans un petit vallon, est dominé par un fort qui fait sa principale défense. Dagobert n'avait point de canons d'un assez gros calibre pour essayer de faire brèche aux remparts du fort. Il jugea donc inutile de tenter de s'en emparer, et se borna à attaquer la ville de nuit, pour l'occuper quelques instants, et y lever des contributions. 
Au signal convenu, les Français marchent sur Urgell, surprennent tous les postes extérieurs, et pénètrent en bon ordre dans la ville.

Une contribution fut frappée et promptement remplie. 
Indépendamment de ce résultat, la prise d'Urgell valut aux Français sept pièces d'artillerie, des magasins, et quelques centaines de prisonniers.

L'invasion d'Urgell fut si prompte, que la garnison du fort ne put y mettre obstacle. Les Français évacuèrent de suite une ville dont l'occupation était incomplète, et même dangereuse, sans celle de la forteresse destinée à la protéger.

## Général Dagobert
Ce succès fut le dernier qu'obtint le général Dagobert.

L'expédition qu'il venait de faire avait redoublé sa fièvre, et il regagna Puigcerdà dans un tel état de faiblesse, qu'il ne quitta plus le lit où il se mit en arrivant. 
Il mourut dans cette ville le 21 avril, à l'âge de 58 ans. Le général Dagobert était entré à l'age de 20 ans au service et avait fait la guerre de Sept Ans. Il ne laissa pour héritage que les exemples de sa valeur et du désintéressement le plus rare. Sa pauvreté était telle que les officiers se cotisèrent pour payer les frais de ses funérailles.